# تابندگی خورشید

روند تکاملی تابندگی خورشید، شعاع، دمای مؤثر خورشید در مقایسه با خورشید امروزی. افتر ریباس (2010)

تابندگی خورشید (به انگلیسی: solar luminosity), {\displaystyle L_{\odot }}، یک واحد نجومی در مورد تابندگی (قدرت انتشار یافته از فوتون‌ها) است که توسط اخترشناسان و برای بیان تابندگی ستارگان دیگر استفاده می‌کنند.
مقدار مورد توافق برای تابندگی خورشید، برابر است با ۱۰۲۶×۳٫۸۳۹ وات، یا ۱۰۳۳×۳٫۸۳۹ ارگ/ثانیه.
نکته این است که خورشید یک ستاره متغیر ضعیف است.

## تعریف
تابندگی خورشید به تابشداری خورشیدی (به انگلیسی: solar irradiance) (ثابت خورشیدی) مربوط می‌شود. تابشداری خورشیدی پاسخدار وادارنده مداری است که باعث چرخه‌های میلانکوویچ می‌شود که دوره‌های یخبندان زمین را تعیین می‌کند. تابش متوسط در بالای جو زمین گاهی به عنوان ثابت خورشیدی، ☉I شناخته می‌شود. تابشداری به عنوان توان در واحد سطح تعریف می‌شود، بنابراین تابندگی خورشید (کل توان گسیل‌شده از خورشید) تابشداری دریافتی به زمین (ثابت خورشیدی) ضرب در مساحت کره ای است که شعاع آن میانگین فاصله بین زمین و خورشید است:{\displaystyle L_{\odot }=4\pi kI_{\odot }A^{2}}که در آن A واحد فاصله (مقدار واحد نجومی بر حسب متر) و k یک ثابت است (که مقدار آن بسیار نزدیک به یک است) که نشان‌دهنده این واقعیت است که میانگین فاصله زمین تا خورشید دقیقاً یک واحد نجومی نیست.

## محاسبه از طریق ثابت
با روش‌هایی می‌شود تابندگی خورشید را محاسبه کرد.
- شعاع زمین ۶٫۳۸۷ کیلومتر است.
- مساحت جانبی زمین = π×radius۲ = ۴۹٫۳ میلیون مایل مربع (۱۲۸٬۰۰۰٬۰۰۰ km²).
- فاصله متوسط زمین تا خورشید ۹۳ میلیون مایل است (۱۵۰٬۰۰۰٬۰۰۰ km).
- مساحت جو برابر است = ۴×π×radius۲ = ۱٫۰۹×۱۰۱۷ مایل مربع (۲٫۸۲×۱۰۱۷ km²).
- قدرت جذب زمین = P(total) × Area(earth)/Area(sphere) = ۱٫۷۷×۱۰۱۷ W.
- تخمین مقداری از طریق مردم ایجاد می‌شود حدود ۱۲×۱۰۱۲ W.
- چه مقدار مساحت زمین برای تأمین برق مورد نیاز است؟
  - بهترین سلول‌های خورشیدی ۳۳درصد بازدهی دارند.
  - منطقه مورد نیاز = ۱۲×۱۰۱۲/(۱۳۸۷×۰٫۳۳) = ۲۶×۱۰۹ m۲ = ۱۰۱۲۲ square miles ~۱۰۰×۱۰۰ mile square.

## برای مطالعهٔ بیشتر
- Sackmann, I. -J.; Boothroyd, A. I. (2003), "Our Sun. V. A Bright Young Sun Consistent with Helioseismology and Warm Temperatures on Ancient Earth and Mars", Astrophys. J., 583 (2): 1024–39, arXiv:astro-ph/0210128, Bibcode:2003ApJ...583.1024S, doi:10.1086/345408, S2CID 118904050
- Foukal, P.; Fröhlich, C.; Spruit, H.; Wigley, T. M. L. (2006), "Variations in solar luminosity and their effect on the Earth's climate", Nature, 443 (7108): 161–66, Bibcode:2006Natur.443..161F, doi:10.1038/nature05072, PMID 16971941, S2CID 205211006
- Pelletier, Jon D. (1996), "Variations in Solar Luminosity from Timescales of Minutes to Months", Astrophys. J., 463 (1): L41–L45, arXiv:astro-ph/9510026, Bibcode:1996ApJ...463L..41P, doi:10.1086/310049, S2CID 7372755
- Stoykova, D. A.; Shopov, Y. Y.; Ford, D.; Georgiev, L. N.;  et al. (1999), "Powerful Millennial-Scale Solar Luminosity Cycles and Their Influence Over Past Climates and Geomagnetic Field", Proceedings of the AGU Chapman Conference: Mechanisms of Millennial Scale Global Climate Change